# Napoleon Rutkowski

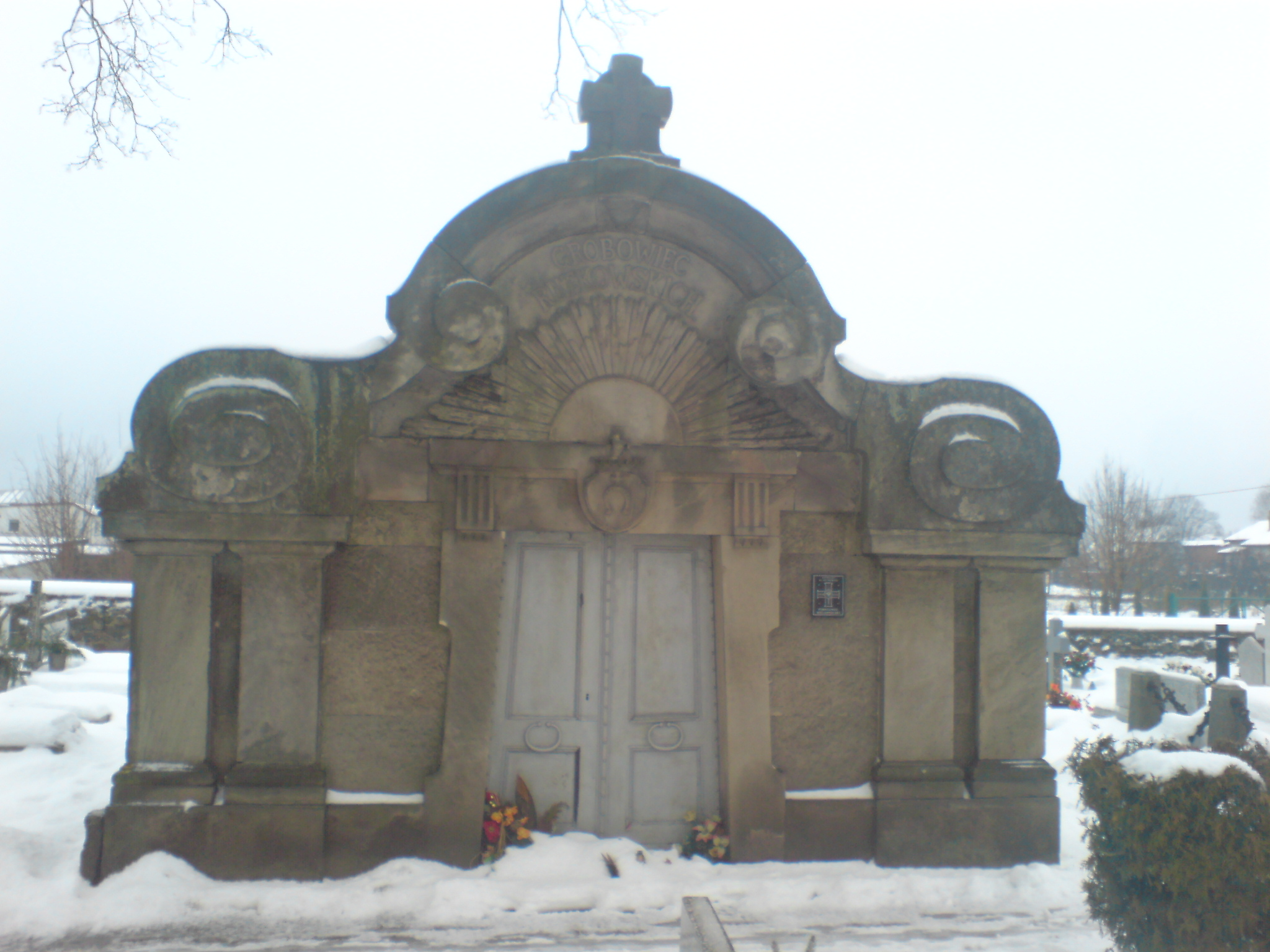
Grobowiec Rutkowskich na cmentarzu w Sierakowie

Napoleon Mateusz Tytus Rutkowski h. Pobóg (ur. 3 stycznia 1868 w Podlesiu Kościelnym, zm. 23 czerwca 1931 w Ławicy) – polski kompozytor, ziemianin, filantrop, działacz społeczny i narodowy.

## Życiorys
Pochodził z ziemiańskiej rodziny o patriotycznych tradycjach - jego ojciec, Mieczysław Rutkowski brał udział w powstaniu styczniowym. Uczęszczał do Królewskiego Gimnazjum Klasycznego w Wągrowcu, jednak edukacji nie zakończył zdaną maturą. Podczas nauki, w latach 1887–1889 prowadził chór szkolny, w którym śpiewał m.in. Stanisław Przybyszewski. Był również członkiem Towarzystwa Tomasza Zana.
W 1895 roku po zmarłym stryju Ludwiku Piotrze Rutkowskim odziedziczył majątek Ławica. W 1897 roku poślubił także Elżbietę z Tuchołków (zm. 1903), wdowę po Serafinie Żychlińskim, która w posagu wniosła m.in. fabrykę cygar w Dreźnie. 
Jako działacz społeczny i filantrop zasłużył się dla rozwoju ziem: sierakowskiej i międzychodzkiej. Z własnych środków ufundował biblioteki w Sierakowie i Międzychodzie oraz szkołę polską w Mędzychodzie (zamkniętą przez władze niemieckie). W 1909 roku w Międzychodzie powołał do życia Polskie Koło Śpiewacze pw. św. Cecylii, który to zespół często osobiście prowadził i dyrygował nim. W latach 1909–1911 był vice patronem Kółek Rolniczych na powiat międzychodzki, powołując m.in. koła w Sierakowie i Lutomku. W 1911 roku ufundował Dom Katolicki przy parafii Najświętszej Maryi Panny Niepokalanie Poczętej w Sierakowie jako siedzibę działających tam organizacji polskich. Był współtwórcą działającego od 1910 roku Banku Ludowego w Sierakowie, w którym to do 1925 roku pełnił funkcję prezesa Rady Nadzorczej. Zainicjował również powstanie sierakowskiej Spółdzielni „Rolnik”. Przed 1917 rokiem został członkiem Poznańskiego Towarzystwa Przyjaciół Nauk.
Podczas powstania wielkopolskiego był delegatem do Polskiego Sejmu Dzielnicowego w Poznaniu. Nie brał czynnego udziału w walkach, natomiast w jego majątku stacjonowały oddziały powstańcze (zwane „Załogą Ławicką”), biorące udział m.in. w starciach pod Kolnem oraz Kamionną w styczniu 1919 roku.
Po odzyskaniu przez Polskę niepodległości, kontynuował działalność społeczną i filantropijna. W 1927 roku ufundował dzwony dla kościoła w Sierakowie, które poświęcił osobiście 20 listopada tegoż roku Prymas Polski kardynał August Hlond. Cele na działalność dobroczynną pozyskiwał sprzedając własny majątek. Muzeum Narodowe w Warszawie nabyło od niego m.in. serwisy i srebra rodowe, zbiór broni myśliwskiej króla Stanisława Augusta Poniatowskiego oraz pamiątki po księciu Józefie Poniatowskim. 11 stycznia 1928 roku został odznaczony Złotym Krzyżem Zasługi. 
Zmarł bezpotomnie. Jego majątek odziedziczyć miał syn prof. Jana Rutkowskiego - Andrzej Rutkowski, a przejęcie dóbr miało nastąpić w dniu 18 urodzin spadkobiercy, które wypadały 3 grudnia 1939 roku. Do przejęcia nie doszło z powodu wybuchu II wojny światowej.

## Twórczość
Napoleon Rutkowski komponował pieśni sentymentalne oraz utwory salonowe, które wydawał drukiem w Poznaniu w latach 1900–1915. Najbardziej znaną jego kompozycją była pieśń pt. Mów do mnie jeszcze do słów Kazimierza Przerwy-Tetmajera (przyjaciela Rutkowskiego), która doczekała się tłumaczeń na języki ukraiński i rosyjski, a w swym repertuarze mieli ją m.in. Jan Kiepura i Mártha Eggerth. Stała się ona również motywem przewodnim polskiego filmu fabularnego pod tym samym tytułem z 1922 roku (reż. Michał Machwic). Ponadto skomponował pieśni pt. Brzozy (również do słów Przerwy-Tetmajera), Dla czego?, Po tej wodzie, Kocham cię, Tyś sama maj, Pożegnanie. Tworzył utwory na fortepian: mazury (Mazur Sokołów), nokturny, romanse, marsze, serenady oraz arabeski. Ponadto opracowywał aranże muzyczne i komponował na skrzypce i mandolinę.

## Upamiętnienie
Imię Napoleona Rutkowskiego nosi jedna z ulic w Mędzychodzie.